# Valea Lupului
Valea Lupului es una comuna ubicada en el distrito de Iași, Rumania.

## Superficie
Cuenta con una superficie de 10,30 kilómetros cuadrados.

## Demografía
Hasta 2021 la población era de 14 510 habitantes, con una densidad de población de 1,409 habitantes por kilómetro cuadrado.